# Argudell
L'argudell és una varietat d'olivera.
L'arbre de la varietat argudell és vigorós, de gran desenvolupament, amb tendència a la verticalitat. Fulles de forma el·líptica-lanceolada. L'anvers és de color verd fosc brillant i el dors gris platejat.
Les inflorescències paniculades es troben agrupades en la part mitjana del ram i es creu que és parcialment autofèrtil.
Els fruits es troben normalment en poms visibles des de l'exterior. Té un peduncle llarg, és de mida petita-mitjana i asimètrica. El seu color vermellós passa a morat quan comença la maduració, i a negre una vegada ha madurat del tot. La polpa està adherida al pinyol, és de color blanc passant a vinós quan és madura. L'endocarpi és de mida petita-mitjana, de forma el·líptica, asimètric i de superfície rugosa amb de 7 a 10 solcs fibrovasculars.

## Característiques agronòmiques
És una varietat poc exigent amb el terreny i en el cultiu, adaptada perfectament a les condicions edafoclimàtiques de la comarca de l'Empordà. És més, és una varietat el cultiu de la qual només es coneix en aquesta zona.
És de maduració tardana i uniforme a partir de la primera setmana de desembre fins a finals del mateix mes. El fruit presenta una resistència mitjana a la caiguda, per això s'adapta bé a la collita mecanitzada amb la utilització de vibrador, i el percentatge d'oliva caiguda amb aquest mètode és del 80-85% en la primera passada.

## Usos
Principalment la producció d'oli, que és molt apreciat. És una varietat que dona olis molt fins i de molta qualitat, té un rendiment del 18-22% en oli, considerat de nivell mitjà.
L'oli produït per les oliveres de la varietat argudell són Denominació d'Origen Protegida Oli de l'Empordà.